# Мантуров, Михаил Никонович
Михаил Никонович Мантуров (1917 — 1996) — старшина Рабоче-крестьянской Красной Армии, участник Великой Отечественной войны, Герой Советского Союза (1945).

## Биография
Родился 22 мая 1917 года в деревне Кулиге Верхотурского уезда Пермской губернии (ныне в составе Алапаевского района Свердловской области).
После окончания семи классов школы, школы фабрично-заводского ученичества, работал в Нижнесалдинском леспромхозе. После окончания курсов трактористов перешел работать на Басьяновское торфопредприятие.
В 1939 году призван на службу в Рабоче-крестьянскую Красную Армию. С июня 1941 года — на фронтах Великой Отечественной войны. Был механиком-водителем танка Т-34. Более 10 раз горел в танке, дважды ранен и контужен. Боевое крещение принял в октябре 1941 года в районе Тихвина. Воевал на Ленинградском, Брянском, Южном фронтах.
К январю 1945 года старшина Михаил Мантуров был механиком-водителем танка 65-й танковой бригады 11-го танкового корпуса 69-й армии 1-го Белорусского фронта. Отличился во время освобождения Польши. 16 января 1945 года Мантуров принял активное участие в освобождении Радома. В ходе дальнейшего наступления экипаж Мантурова принял активное участие в освобождении городов Томашув-Мазовецки и Лодзь. Только за 18 января экипаж уничтожил 1 артиллерийскую батарею и 1 танк противника.
Указом Президиума Верховного Совета СССР от 24 марта 1945 года старшина Михаил Мантуров был удостоен высокого звания Героя Советского Союза с вручением ордена Ленина и медали «Золотая Звезда».
Был также награждён орденом Отечественной войны 1-й степени (06.04.1985), тремя орденами Отечественной войны 2-й степени (04.08.1944, 21.08.1944, 30.05.1945), орденом Славы 3-й степени (21.08.1944), рядом медалей, в том числе «За отвагу» (21.09.1943).
После окончания войны демобилизован. Проживал в Екатеринбурге, до выхода на пенсию работал в леспромхозе.
Умер 23 января 1996 года. Похоронен в селе Арамашеве Алапаевского района Свердловской области.
В мае 2015 года Арамашевской средней школе Алапаевского района Свердловской области присвоено имя Героя Советского Союза Михаила Мантурова.